# Pinalia myristiciformis
Pinalia myristiciformis är en orkidéart som först beskrevs av William Jackson Hooker, och fick sitt nu gällande namn av Carl Ernst Otto Kuntze. Pinalia myristiciformis ingår i släktet Pinalia och familjen orkidéer. Inga underarter finns listade i Catalogue of Life.

## Bildgalleri

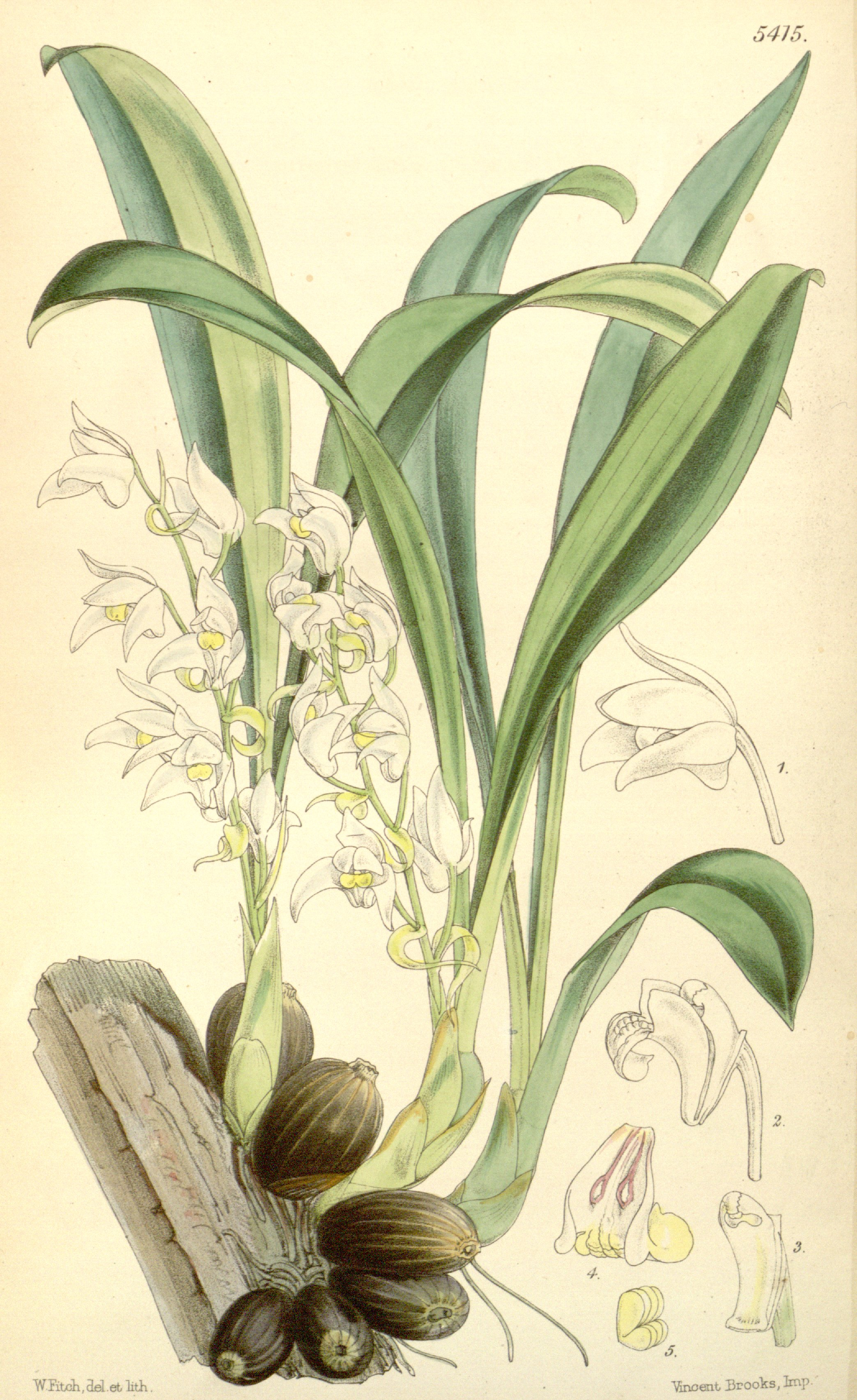